# Unterseeboot UB-43
Pour les autres navires du même nom, voir Unterseeboot 43.
L'Unterseeboot UB-43 est un sous-marin allemand (U-Boot) de type UB II utilisé par la (allemand : Kaiserliche Marine) pendant la Première Guerre mondiale. Pendant la guerre, l'UB-43 a été vendu à la marine austro-hongroise (allemand : Kaiserliche und Königliche Kriegsmarine ou K.u.K. Kriegsmarine). En service austro-hongrois, le « B » a été retiré de son nom et il a été connu sous le nom de SM U-43 (ou U-XLIII) en tant que navire de tête de la classe U-43 austro-hongroise.
L'UB-43 a été commandé en juillet 1915 et a été mis en chantier en septembre au chantier naval AG Weser à Brême. Faisant partie d’un groupe de six sous-marins sélectionnés pour servir en Méditerranée, l'UB-43 a été découpé en sections de la taille d’un wagon et expédié à Pola où il a été assemblé et lancé début avril 1916, et mis en service plus tard dans le mois. Au cours de l’année suivante, le sous-marin coula vingt-deux navires, dont le paquebot RMS Arabia de la Peninsular and Oriental Steam Navigation Company. L'UB-43 endommagea également le croiseur britannique HMS Grafton.
La marine impériale allemande avait des difficultés à constituer ses équipages de sous-marins avec des hommes entraînés, et elle a proposé à la marine austro-hongroise de lui vendre l'UB-43 et un navire jumeau, l'UB-47. Après avoir trouvé un accord sur les termes en juin 1917, les deux navires ont été remis à la marine austro-hongroise à Pola. Lorsqu’il a été mis en service dans la marine austro-hongroise, le B de sa désignation a été abandonné de sorte qu’il est devenu l'U-43 ou U-XLIII. Ses services austro-hongrois jusqu’à la fin de la guerre furent limités. Il endommagea un vapeur italien L'U-43 a été cédé à la France en guise de réparations de guerre en 1920 et démoli à Bizerte la même année.

## Conception
La conception de l’UB II était une amélioration des sous-marins type UB I, qui avaient été commandés en septembre 1914. En service, les UB I se sont avérés trop petits et trop lents. Un problème majeur était leur unique ensemble moteur / arbre d'hélice. Si l’un des composants tombait en panne, le sous-marin devenait presque totalement désemparé. Pour rectifier ce défaut, les UB II étaient équipés de deux moteurs et de deux arbres d’hélice (un moteur pour chaque arbre), ce qui augmentait également la vitesse de pointe du sous-marin. La nouvelle conception comprenait également des batteries plus puissantes, des tubes lance-torpilles plus grands et un canon de pont. Les UB II pouvaient également transporter deux fois plus de torpilles que leurs prédécesseurs les UB I, et près de dix fois plus de carburant. Pour contenir tous ces changements, la coque était plus grande et le déplacement en surface et en immersion était plus du double de celui des UB I.
L'UB-43 mesurait 36,90 mètres de long et 4,37 mètres de large. Il avait une seule coque avec des réservoirs de ballast et un tirant d'eau de 3,68 mètres en surface. Son déplacement était de 305 tonnes en immersion, mais seulement 272 tonnes en surface.
Le sous-marin était équipé de deux moteurs Diesel Daimler et de deux moteurs électriques, respectivement pour la navigation en surface et en immersion, qui entraînaient chacun un arbre d’hélice. L'UB-43 avait une vitesse allant jusqu’à 8,82 nœuds (16,33 km/h) en surface et 6,22 nœuds (11,52 km/h) en immersion. Le sous-marin pouvait transporter jusqu’à 27 tonnes de carburant, ce qui lui donnait une autonomie de 6940 milles marins (12850 km) à 5 nœuds (9,3 km/h). Ses moteurs électriques et ses batteries lui donnaient une autonomie de 45 milles marins (83 km) à 4 nœuds (7,4 km/h) en immersion.
L'UB-43 était armé de deux tubes lance-torpilles de 50 centimètres dans la proue et pouvait transporter un complément de quatre torpilles. Le sous-marin était également armé d’un canon de pont SK L/30 de 88 mm.

## Carrière
La marine impériale allemande a commandé l'UB-43 à AG Weser le 31 juillet 1915 dans un lot de six bateaux UB II numérotés de UB-42 à UB-47.
L'UB-43 a été mis en chantier par AG Weser à son chantier naval de Brême le 3 septembre 1915. En tant que l’un des six sous-marins allemands sélectionnés pendant leur construction pour servir en Méditerranée, l'UB-43 a été découpé en sections de la taille d’un wagon et expédié par voie ferrée au port austro-hongrois de Pola,. Les ouvriers du chantier naval AG Weser assemblèrent le bateau et ses cinq sister-ships à Pola, où il fut mis à l’eau le 8 avril.

### Carrière dans la marine impériale allemande
L'UB-43 a été mis en service dans la marine impériale allemande le 24 avril 1916 sous le commandement de l'Oberleutnant zur See Dietrich Niebuhr. L'UB-43 fut le seul commandement d’un sous-marin pour cet officier de 27 ans. L'UB-43 a été affecté à la flottille de Pola (allemand : Deutsche U-Halbflotille Pola) et il est y resté tout au long de sa carrière allemande. Bien que la flottille soit basée à Pola, la principale base navale austro-hongroise, les bateaux de la flottille opéraient à partir de la base austro-hongroise de Cattaro, située plus au sud et plus près de la Méditerranée. Les sous-marins allemands ne retournaient généralement à Pola que pour des réparations.
L'UB-43 ne remporta aucune victoire sous le commandement de Niebuhr, qui fut remplacé le 29 août par le Kapitänleutnant Hans-Joachim von Mellenthin. L'UB-43 coula son premier navire après deux semaines sous le commandement de von Mellenthin. Alors qu’il se trouvait à 112 milles marins (207 km) à l’est de Malte, le vapeur britannique Italiana avec sa cargaison de foin destinée à Salonique a été torpillé et coulé. Trois jours plus tard, et à environ 60 milles marins (110 km) plus près de Malte, von Mellenthin coula une paire de vapeurs britanniques. Le Dewa naviguait sur lest en direction de Port-Saïd lorsqu’il a été attaqué par l'UB-43. Trois membres de l’équipage du vapeur perdirent la vie dans l’attaque. Le Lord Tredegar transportait une cargaison mixte lorsqu’il a été envoyé par le fond, avec la perte de quatre hommes. Le The Wall Street Journal a rapporté que le naufrage du Lord Tredegar a entraîné une perte de 1 000 000 $ pour son assureur américain.
En octobre, von Mellenthin et l'UB-43 coulèrent deux autres navires. Le 10 octobre, le pétrolier britannique Elax, transportant du mazout depuis Rangoon, a été coulé au large du cap Matapan sans faire de victimes. Trois jours plus tard, deux hommes ont été tués lorsque l'UB-43 a torpillé et coulé leur navire, le vapeur britannique Welsh Prince, de 4934 tonnes de jauge brute (TJB).
Le 18 novembre, l’Amirauté britannique publia un rapport qui énumérait les cinq premières victimes de l'UB-43 comme preuve des actes répréhensibles allemands. Selon le rapport britannique, l'Italiana, le Dewa, le Lord Tredegar et l'Elax, quatre des vingt-deux navires répertoriés, avaient tous été torpillés sans avertissement. Ce type d’attaque allait à l’encontre des promesses allemandes d’adhérer à la guerre de course, qui exigeait que l’équipage des navires ait le temps de s’échapper avant toute attaque. La cinquième victime de l'UB-43, le Welsh Prince, figurait sur une autre liste de 107 navires britanniques coulés dont les canots de sauvetage avaient été attaqués par des sous-marins allemands.
Pendant ce temps, l'UB-43 avait continué à couler des navires britanniques, en envoyant cinq par le fond en neuf jours au début du mois de novembre. Le Statesman, un vapeur de 6153 tonneaux de jauge brute transportant une cargaison mixte, a été le premier le 3 novembre. Six membres d’équipage ont été tués lorsque le navire a coulé à 200 milles marins (370 km) à l’est de Malte. Le lendemain, le Clan Leslie (3937 TJB) et le Huntsvale (5398 TJB) sont coulés dans la même zone,. Le Clan Leslie transportait une cargaison mixte depuis Bombay lorsqu’il a été coulé, avec trois blessés parmi son équipage. Sept hommes furent tués lorsque le Huntsvale, voyageant sur lest vers Alger, fut coulé.
Le 6 novembre, l'UB-43 torpilla le paquebot RMS Arabia de la Peninsular and Oriental Steam Navigation Company à 112 milles marins (207 km) au large du cap Matapan. Selon les médias contemporains, les artilleurs de l'Arabia ont tiré sur l'UB-43 après que le paquebot ait été torpillé, mais ils n’ont réussi aucun tir au but. Les 437 passagers à bord du vapeur, en route de Sydney à Londres lorsqu’il a été attaqué, ont été secourus après une heure dans l’eau. Le paquebot coule 90 minutes après le coup au but de la torpille. Onze personnes sont mortes dans l’attaque, dont deux des ingénieurs mécaniciens de l'Arabia tués dans l’explosion initiale de la torpille. Six jours après le naufrage de l’Arabia, l'UB-43 coule à l’est de Malte le vapeur britannique Kapunda de 3383 tonneaux de jauge brute. La perte du Kapunda porte le score de novembre du sous-marin allemand à 26774 tonnes de jauge brute, ce qui représente plus de 15 % des victoires de novembre 1916 pour tous les sous-marins allemands en Méditerranée, soit 166130 tonnes.
L'UB-43 et von Mellenthin coulèrent trois autres vapeurs britanniques en décembre : le Bretwalda le 13, et le Russian et le Westminster le 14. Le Bretwalda, qui avait échappé en août 1915 à la destruction par une mine posée par l'UC-5, et sa cargaison de jute furent envoyés par le fond à 220 milles marins (410 km) de Malte. Le Russian, avec 8825 TJB, a été le plus gros navire coulé par l'UB-43 . Le navire de transport de chevaux naviguait sur lest depuis Salonique lorsqu’il a coulé avec 28 de ses hommes d’équipage,. Après que l'UB-43 ait torpillé le Westminster, le sous-marin a mitraillé les survivants dans leurs canots de sauvetage, selon les auteurs R. H. Gibson et Maurice Prendergast. Quinze hommes du Westminster sont morts dans le naufrage.
L'UB-43 ne coula aucun navire au cours des huit semaines suivantes. L’auteur Paul Halpern rapporte que la majorité des sous-marins allemands de la flotte de Méditerranée étaient en cours de réparation et de carénage à Pola et Cattaro en janvier. Bien qu’aucune mention spécifique ne soit faite des réparations effectuées sur l'UB-43, l’inactivité du sous-marin allemand pendant cette période peut être due à cette raison.

### Guerre sous-marine sans restriction
Le 1er février 1917, l’empereur Guillaume II approuva personnellement la reprise de la guerre sous-marine sans restriction afin de forcer les Britanniques à faire la paix. Les nouvelles règles d'engagement spécifiaient qu’aucun navire ne devait être laissé à flot, bien que les rapports britanniques sur plusieurs des victimes de l'UB-43 suggèrent que von Mellenthin opérait déjà de cette manière.
En vertu de ces nouvelles règles d’engagement, l'UB-43 coula d’abord le vapeur grec Miaoulis à 130 milles marins (240 km) de Benghazi le 24 février, alors qu’il transportait des graines de coton vers Londres,. Deux jours plus tard, le vapeur Clan Farquhar, transportant du coton et du charbon pour Londres, fut torpillé et coulé. Après l’attaque, qui tua 49 membres d’équipage, le second officier mécanicien du navire fut capturé par von Mellenthin. Le 27, le Brodmore et sa cargaison de viande congelée venant de Majunga sont coulés au large de la Libye, et son capitaine fait prisonnier. Le 28, le vapeur japonais Shinsei Maru est coulé à proximité.
Il fallut près d’un mois de plus avant que von Mellenthin et l'UB-43 ne coulent leur prochaine victime. Le 26 mars, le vapeur britannique Ledbury, transportant du blé depuis Karachi, est coulé à 90 milles marins (170 km) de Benghazi. Huit jours plus tard, le Vasilefs Constantinos, un vapeur grec de 4070 tonneaux de jauge brute, a été coulé dans la mer Ionienne. Le Constantinos a été le dernier navire coulé par l'UB-43 sous le commandement de von Mellenthin. Le 9 avril, von Mellenthin fut remplacé par l’Oblt.z.S. Horst Obermüller, un officier de 26 ans qui commandait un sous-marin pour la première fois. Sous le commandement de von Mellenthin, l'UB-43 avait coulé 86236 tonnes de jauge brute de marine marchande.
Le 1er mai, Obermüller coule le pétrolier British Sun appartenant à des propriétaires aux États-Unis mais battant pavillon britannique, transportant un chargement de mazout. Selon un article du The New York Times, le navire de 5565 TJB, évalué à 2 500 000 $, était « l’un des meilleurs » pétroliers,. Six jours plus tard, le charbonnier Repton fut envoyé par le fond au large du cap Matapan. Trois des membres de l’équipage du vapeur britannique sont morts dans l’attaque. Plus tard dans le mois, le vapeur grec Dorothy et sa cargaison de blé en provenance de Karachi ont été coulés à 45 milles marins (83 km) du Cap d'Armi. La dernière attaque notable de l'UB-43 a été menée contre le croiseur protégé HMS Grafton, torpillé à 150 milles marins (280 km) à l’est de Malte. Le Grafton' a été endommagé mais n’a subi aucune perte humaine. Le navire britannique de 7350 tonnes a été ramené en sécurité au port de Malte.
Le 21 juillet, l'UB-43 fut désarmé à Pola et remis à la marine austro-hongroise. Au cours de sa carrière de quatorze mois dans la marine impériale allemande, l'UB-43 a coulé vingt-deux navires marchands totalisant 99176 tonneaux de jauge brute et a endommagé un navire de guerre d’un déplacement de 7350 tonnes.

### Service dans la marine austro-hongroise
En novembre 1916, la marine impériale allemande, ayant du mal à trouver des équipages de sous-marins entraînés, demanda à son alliée l’Autriche-Hongrie si elle était intéressée par l’achat de certains de ses sous-marins en Méditerranée. Un accord de principe a conduit à de longues négociations, qui se sont enlisées en raison de l’exode des réserves d’or austro-hongroises vers l’Allemagne. Mais, une fois tous les détails réglés, les deux parties se sont mises d’accord en juin 1917 sur la vente à l’Autriche-Hongrie de l'UB-43 et de son navire jumeau l'UB-47.
Lorsqu’il a été remis par les Allemands le 21 juillet 1917, l'UB-43 était dans un « état d’usure ». Malgré le mauvais état du bateau, il a été mis en service dans la marine austro-hongroise le 30 juillet 1917 sous le nom de SM U-43, abandonnant le B de son ancienne désignation. Le Linienschiffsleutnant Friedrich Schlosser fut désigné comme nouveau commandant du sous-marin, qui resta à Pola pendant les trois mois suivants pour subir des réparations. Quittant ce port le 1er novembre, l'U-43 se dirigea vers Cattaro, puis partit en patrouille. Schlosser torpilla le vapeur italien Orione le 16 novembre, mais le navire italien ne coula pas. Il a été remorqué et mis en sécurité à Tarente.
Le 30 novembre, une voie d'eau sur l'U-43 inonda partiellement le bateau et le fit couler à une profondeur de 100 mètres avant d’être maîtrisée et qu’il remonte à la surface. L’inondation a endommagé les systèmes électriques du sous-marin, l’empêchant de s’immerger lors de son retour au port pour réparations. Un sous-marin non identifié a lancé une torpille sur l'U-43 en surface, mais la torpille n’a pas touché au but et elle est passée sans danger devant la proue. Le bateau accosta à Cattaro le 1er décembre et à Pola le 6 décembre pour deux mois de réparations.
Pendant la période de réparation de l'U-43, Schlosser est réaffecté au commandement de l'U-14 et le Linienschiffsleutnant Eugen Hornyák Edler von Horn est nommé le 18 janvier 1918 pour prendre sa place à bord de l'U-43,. Sous le commandement de von Horn, l'U-43 patrouille au large de Cattaro, devant plonger au moins une fois pour échapper à l’attaque de torpilleurs ennemis. Le 17 mars, alors qu’il rentrait à Cattaro après une patrouille, l’équipage du destroyer austro-hongrois SMS Dinara a confondu l'U-43 avec un sous-marin ennemi et l’a éperonné, endommageant les ailerons de plongée. L'U-43 navigua vers Fiume pour y subir trois mois de réparations.
Le sous-marin est retourné au combat en juin et a patrouillé au large du Monténégro, de Durazzo et de Cattaro pendant les cinq mois suivants. Le 13 juin, l'U-43 est légèrement endommagé lors d’un raid aérien sur Cattaro et, le 5 septembre, il doit s’échouer pour éviter une autre attaque aérienne au large de Cattaro. Le 20 septembre, le bateau rejoignit l'U-47 et en reçut un prisonnier de guerre français. Le prisonnier était le seul survivant du sous-marin français Circé, que l'U-47 avait torpillé la nuit précédente.
À la fin de la guerre, l'U-43 était à Cattaro. Au cours de sa carrière dans la marine austro-hongroise, l'U-43 a endommagé un seul navire marchand de 4016 tonnes de jauge brute. L'U-43 a été cédé à la France en guise de réparations de guerre en 1920, remorqué jusqu’à Bizerte et démoli en moins d’un an.

## Affectations
- Flottille de Pola / Mittelmeer : du 24 avril 1916 au 15 juillet 1917

## Commandants
- Oblt. Dietrich Niebuhr : du 24 avril au 28 août 1916[1]
- Kptlt. Hans von Mellenthin : du 29 août 1916 au 8 avril 1917
- Oblt. Horst Obermüller : du 9 avril au 15 juillet 1917
- Friedrich Schlosser : du 30 juillet 1917 au 13 janvier 1918[49]
- Eugen Hornyák Edler von Horn : du 7 février au 31 octobre 1918

## Navires coulés
| Date              | Nom                   | Nationalité      | Tonnage | Destin    |
| ----------------- | --------------------- | ---------------- | ------- | --------- |
| 14 septembre 1916 | Italiana              | United Kingdom   | 2663    | Coulé     |
| 17 septembre 1916 | Dewa                  | United Kingdom   | 3802    | Coulé     |
| 17 septembre 1916 | Lord Tredegar         | United Kingdom   | 3856    | Coulé     |
| 10 octobre 1916   | Elax                  | United Kingdom   | 3980    | Coulé     |
| 13 octobre 1916   | Welsh Prince          | United Kingdom   | 4934    | Coulé     |
| 3 novembre 1916   | Statesman             | United Kingdom   | 6153    | Coulé     |
| 4 novembre 1916   | Clan Leslie           | United Kingdom   | 3937    | Coulé     |
| 4 novembre 1916   | Huntsvale             | United Kingdom   | 5398    | Coulé     |
| 6 novembre 1916   | RMS Arabia            | United Kingdom   | 7903    | Coulé     |
| 12 novembre 1916  | Kapunda               | United Kingdom   | 3383    | Coulé     |
| 13 décembre 1916  | Bretwalda             | United Kingdom   | 4037    | Coulé     |
| 14 décembre 1916  | Russian               | United Kingdom   | 8825    | Coulé     |
| 14 décembre 1916  | Westminster           | United Kingdom   | 4342    | Coulé     |
| 24 février 1917   | Miaoulis              | Grèce            | 2918    | Coulé     |
| 26 février 1917   | Clan Farquhar         | United Kingdom   | 5858    | Coulé     |
| 27 février 1917   | Brodmore              | United Kingdom   | 4071    | Coulé     |
| 28 février 1917   | Shinsei Maru          | Japon            | 3060    | Coulé     |
| 26 mars 1917      | Ledbury               | United Kingdom   | 3046    | Coulé     |
| 3 avril 1917      | Vasilefs Constantinos | Grèce            | 4070    | Coulé     |
| 1er mai 1917      | British Sun           | United Kingdom   | 5565    | Coulé     |
| 7 mai 1917        | Repton                | United Kingdom   | 2881    | Coulé     |
| 26 mai 1917       | Dorothy               | Grèce            | 4494    | Coulé     |
| 11 juin 1917      | HMS Grafton           | Royal Navy       | 7350    | Endommagé |
| 16 novembre 1917  | Orione                | Royaume d'Italie | 4016    | Endommagé |